# Grzawa
Grzawa je vesnice v Polsku ve Slezském vojvodství, okres Pszczyna, gmina Miedźna.

## Název
Název Grzava je jediným názvem vesnice v Polsku. Vývoj jména vesnice podle písemných záznamů a let: Rdzawa v roce 1563 a také v roce 1524, 1568, 1598, Grdzawa pro rok 1444, 1772, 1790, Rzawa v roce 1517, Gzawa v roce 1536, Grdziawa v roce 1636 a 1721. Pokud by zůstalo původní Rdzawa byl by to název podle barvy vody, rezavé (polsky rdzawy) zbarvení od sloučenin železa. Taktéž byly nazývány močály (bahna) s rezivou vodou. Přepisem názvu se změnila skupina hlásek rdz na grz, tím docházelo k mylnému spojení se slovem grzać (česly hřát).
Heinrich Adamy ve svém díle o místních názvech ve Slezsku, které bylo vydáno v roce 1888 ve Vratislavi, uvádí jako nejstarší název vesnice Grzasawa s vysvětlením významu Schlammort čili Błotnista miejscowość (česky Bažinaté místo). Vycházel z polského názvu grząski močálovitý, bažinatý.

## Poloha
Vesnice se nachází na silnici spojující město Pszczynu a vesnici Góra v nadmořské výšce cca 260 m.

## Historie
Vesnice pravděpodobně vznikla při německé kolonizaci koncem 13. století. Z roku 1467 byl prodán statek starosty Jana nějakému Piotrovi Kwiatkovi, což v příslušném dokumentu potvrdil svým podpisem kníže Václav (polsky Wacław). V dokumentu o prodeji pszczynských statků Kazimírem II. Těšínským psaném v češtině ve Fryštátě 21. února 1517 je vesnice psána jako Rzawa.
V roce 1783 žilo v Grzawě 164 obyvatel, v roce 1861 v 48 domech žilo 317 obyvatel z toho 310 bylo katolíků a 7 Židů. V roce 1905 zde bydlelo 420 obyvatel.
V roce 1869 byl ve vesnici filiální kostel, který patřil k farnosti Miedźna.
V letech 1975–1998 vesnice byla začleněna pod vojvodství Katovice.
V roce 2011 ve vesnici žilo 486 obyvatel.

## Památky
- Farní Kostel Stětí sv. Jana Křtitele postavený začátkem 16. století. Dřevěný kostel srubové konstrukce se sloupovou věží. Kostel je součástí Stezky dřevěné architektury.
- Od roku 1821 byl na kraji vesnice větrný mlýn, který byl převezen v roce 1965 do Hornoslezského etnografického parku v Chořově.[2]
- Dřevěnice A. Czmajducha byla převezena do skanzenu ve Pszczyně.[2]